# Hedvika Vilgusová
Hedvika Vilgusová (roz. Jírová, 30. dubna 1946, Praha-12. listopadu 2007, Praha) byla česká malířka, ilustrátorka knih pro děti a mládež a místní politička.

## Životopis
Vilgusová vystudovala Střední průmyslovou školu výtvarnou na pražském Hollarově náměstí. Poté pracovala v reklamní agentuře Černá růže.
Pohádky a texty pro děti začala ilustrovat během práce pro časopis ABC mladých techniků a přírodovědců. Jako kmenová redaktorka tohoto měsíčníku se významně podílela na jeho výtvarné i obsahové podobě. Kromě volné tvorby a litografií se od počátku 80. let 20. století věnovala především knižním ilustracím. Byla členem Klubu ilustrátorů dětské knihy.
Hedvika Vilgusová se angažovala ve veřejném životě v místě svého bydliště - v městské části Praha-Klánovice. Až do své smrti byla předsedkyní místní organizace Strany zelených, členkou zastupitelstva a předsedkyní Komise pro životní prostředí.

## Dílo Hedviky Vilgusové
Za 30 let profesionální ilustrátorské činnosti doprovodila svými pracemi přes 60 knih, které vyšly nejen v češtině, ale i v jazycích většiny evropských zemí. Vedle drobnějších publikací se jednalo i o rozsáhlé knižní tituly typu Pohádky tisíce a jedné noci nebo ilustrovaná Bible. Nejucelenější řadu tvořily několikadílné soubory publikací klasických českých pohádek Boženy Němcové a Elišky Krásnohorské.
Knižní dílo Hedviky Vilgusové se vyznačuje srozumitelností a poetičností. Chápala dětského čtenáře a tvořila pro ně “vyprávěcí obrázky” – ilustrace bohaté na propracované detaily, které v dětech probouzejí fantazii a touhu příběh sdělovaný obrazem dále rozvíjet. Na rozdíl od většiny dnešních knižních ilustrátorů Vilgusová tvořila svá díla zejména náročnou technikou olejomalby.
Řada motivů v dílech Hedviky Vilgusové odráží její dětství strávené v jihomoravském Vranínu u Moravských Budějovic. Více než 20 let působila v městské části Praha-Klánovice.

## Veřejná místa pojmenovaná po Hedvice Vilgusové
V červnu 2008 rozhodla rada hl. m. Prahy na návrh zastupitelstva městské části Praha-Klánovice o pojmenování prostranství v centru obce náměstí Hedviky Vilgusové. Na něm a v jeho okolí jsou umístěny sochy vytvářené od roku 2012 na sochařském sympoziu Sochání pro Hedviku.
V srpnu 2008 byla po Hedvice Vilgusové pojmenovaná planetka pohybující se v hlavním pásu mezi Marsem a Jupiterem. Asteroid nese označení 98127 Vilgusová.